# Guiraut de Calanson
Guiraut de Calanson ou Guiraut de Calanso (fl. 1202–121) est un troubadour gascon de langue occitane. De son œuvre nous sont parvenus cinq cansos, deux descorts, un congé, un planh et un vers.